# Who Stole Pa's Purse?
Who Stole Pa's Purse? è un cortometraggio muto del 1915 diretto da Frank Wilson.

## Trama
I pretendenti di una ragazza cercano il discorso perso di suo padre.

## Produzione
Il film fu prodotto dalla Hepworth.

## Distribuzione
Distribuito dalla Hepworth, il film - un cortometraggio in un rullo - uscì nelle sale cinematografiche britanniche nel marzo 1915.
Fu distrutto nel 1924 dallo stesso produttore, Cecil M. Hepworth. Fallito, in gravissime difficoltà finanziarie, Hepworth pensò in questo modo di poter almeno recuperare il nitrato d'argento della pellicola.